# Piplärkan 11 och 12

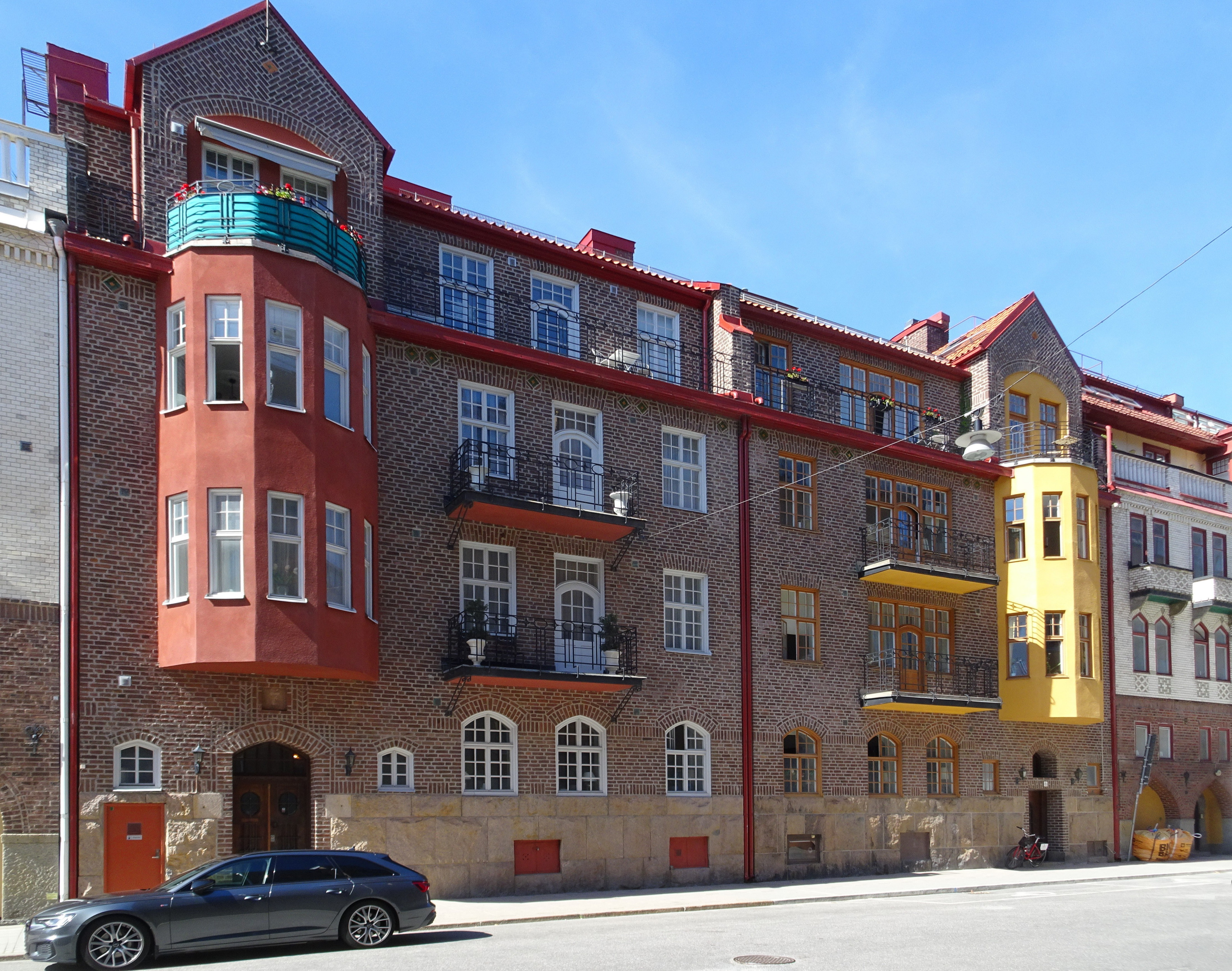
Piplärkan 12 (närmast) och Piplärkan 11 i augusti 2022.

Piplärkan 11 och 12 är två kulturhistoriskt värdefulla fastigheter i kvarteret Piplärkan i Lärkstaden på Östermalm i Stockholm. De båda stadsvillorna vid Uggelviksgatan 7 och 9 ritades och byggdes 1912–1913 av arkitekten och byggmästaren Kristofer Holmin som identiska, spegelvända kopior, den ena åt sig själv, den andra för brodern, byggnadsingenjören Josef Holmin. Fastigheterna är grönmärkta av Stadsmuseet i Stockholm, det innebär "särskilt värdefull från historisk, kulturhistorisk, miljömässig eller konstnärlig synpunkt".

## Bakgrund

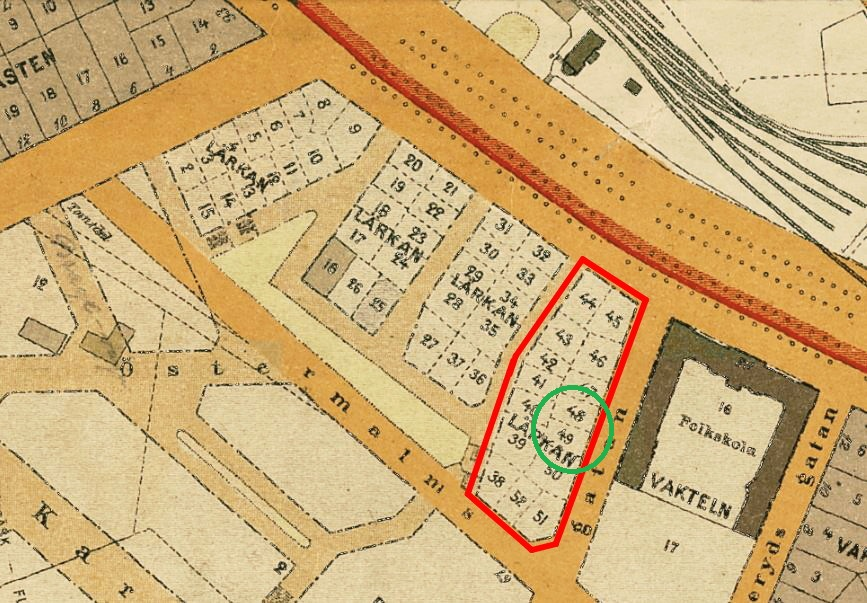
Kvarteret Lärkan 1909, tomterna 48 och 49 (i grön ring).

I februari 1909 inleddes auktionerna av de 51 villatomterna i kvarteret Lärkan. Bland tidiga tomtköpare fanns Lärkstadens stadsplanearkitekt, Per Olof Hallman, som 1909 själv förvärvat tomt nummer 32 och flyttat dit 1910 (se Sånglärkan 6). Enligt samtida tidningsartiklar var intresset stort att köpa en fastighet i Lärkstaden och i december 1912 var samtliga sålda.
De båda egendomarna Piplärkan 11 och 12 köptes av Kristofer Holmin och dennes bror Josef Mathias Holmin (1879–1926) som båda var kunniga byggnadsingenjörer, den senare titulerade sig civilingenjör och var verksam som stadsingenjör i Arboga efter 1918. Båda tomter hade exakt samma storlek (310,5 kvadratmeter) och såldes av Stockholms stad ”å fri och egen grund”. Deras far, grosshandlaren Carl Erik Holmin (1852–1941), var sedan 1911 bosatt på Piplärkan 14 och brodern Nils Gideon Holmin innehade Sånglärkan 8.
Av Stockholms adresskalender framgår att Josef Holmin bodde kvar i Piplärkan 11 till 1917 medan Kristofer Holmin redan 1915 sålt sin fastighet till grosshandlaren Robert Schumburg.

## Byggnadsbeskrivning

### Exteriör
| Fredrik Dahlberg ritningar, fasad mot gatan. Piplärkan 12 (till vänster) och 11, mars 1912. |  | Fredrik Dahlberg ritningar, fasad mot gatan. Piplärkan 12 (till vänster) och 11, mars 1912. |
| Fredrik Dahlberg ritningar, fasad mot gatan. Piplärkan 12 (till vänster) och 11, mars 1912. |  |                                                                                             |

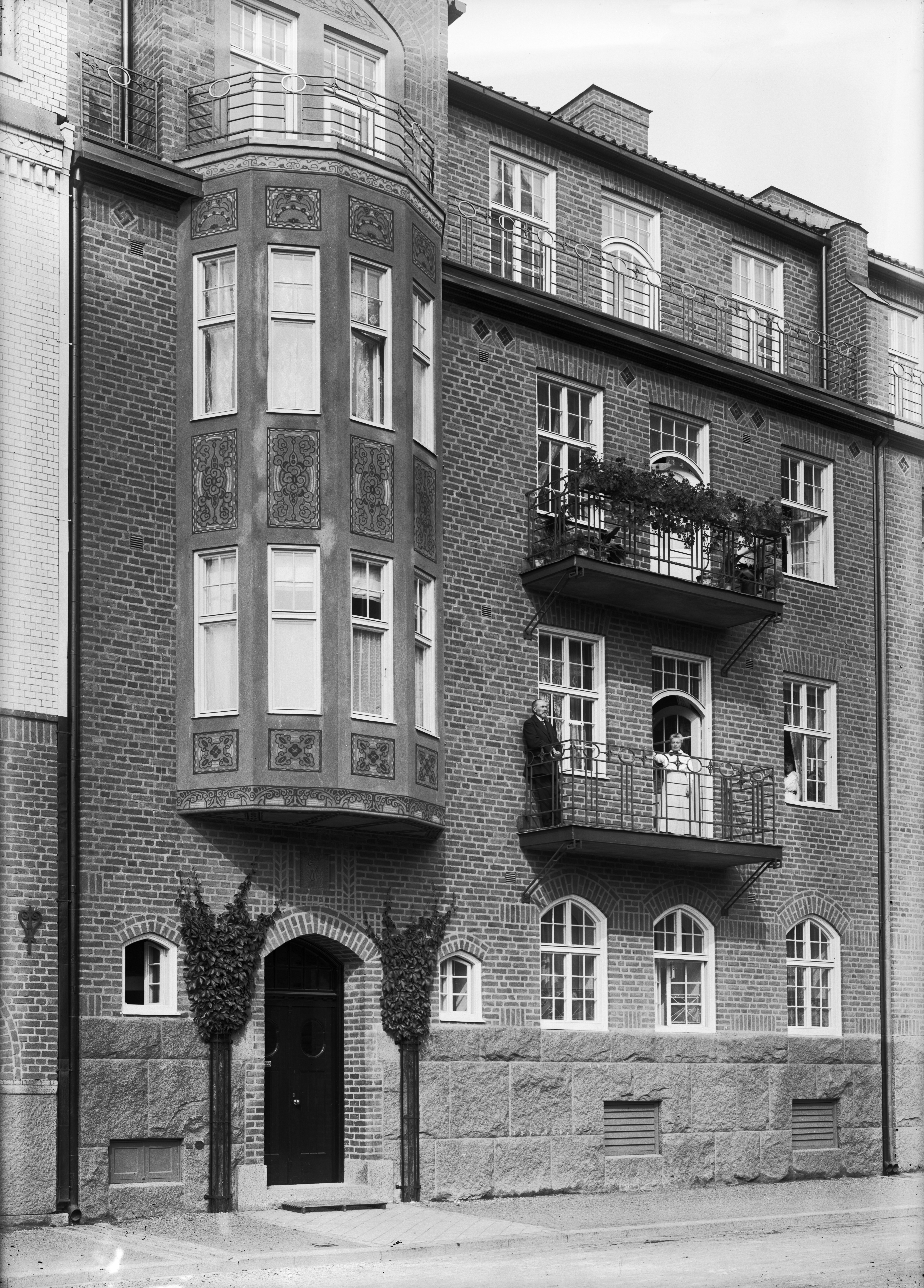
Piplärkan 12, omkring 1915. Robert Schumburg på balkongen.

De båda husen uppfördes samtidigt mellan 1912 och 1913. Båda villor ritades av Kristofer Holmin (planer) och Fredrik Dahlberg (fasader). De blev spegelvänd identiska i planlösning och fasadutformning. I Bebyggelseregistret och Stadsmuseets byggnadsinventeringar uppges Kristofer Holmin som byggmästare för Piplärkan 11 och hans bror Josef för Piplärkan 12. Eftersom Kristofer var den erfarne byggmästaren var det förmodligen han som byggde båda husen medan brodern deltog i projektet. 
Marken sluttar ner mot Uggelviksgatan varför husen här fick tre våningar och en indragen vindsvåning. Mot den högre belägna gården har huset två våningar och en indragen vindsvåning. Fasaderna murades av fogstruket rödbrunt tegel på en hög sockel av granit. Över entréerna reser sig var sitt burspråk i två våningar vilka är putsade och avslutas upptill av en balkong samt en fronton. Av äldre fotografier framgår att burspråken var rik dekorerade med muralmålningar i Filip Månssons stil. Under takfoten löpet en mönstermurad fris med inläggningar av grönt och gult glaserad tegel. Ovanför finns en balustrad i smide. 
Entrén till Piplärkan 11 flankeras av två i sockeln infällda granitplattor med gatans nummer ”9” medan Piplärkan 12 visar nummer ”7” på en granitplatta ovanför entréporten. Fasaderna är i det närmaste identiska (dock spegelvända) och skiljer sig bland annat genom putsytornas färgsättning; gult på Piplärkan 11 och rött på Piplärkan 12. Stilen är nationalromantisk.

### Interiör
Av nybyggnadsritningarna från 1912 framgår att huset inreddes med åtta lägenheter trots bestämmelser om endast två kök i varje fastighet där ett mindre kök godkändes i lägenheter för gårdskarlar eller portvakter. På våning en trappa låg själva bostaden för husherren och dess familj. På övriga våningar fanns sammanlagd sju dubbletter, alltså uthyrbara lägenheter med dusch och wc men utan kök. På det viset kringgick man nybyggnadsbestämmelserna som gällde för lärk-kvarteren, en metod som tillämpades för de flesta fastigheterna i Lärkan. Det var en tillgång att kunna hyra ut med stred mot stadens intentioner med stadsvillor för endast en familj.
Rumsfördelningen i båda husen var enligt arkitektritningarna från mars 1912 följande:
- Bottenvåning (under del av huset) – entré från gatan, förstuga, pannrum (värmekammare), en dubblett utan dusch
- Våning 1 trappa – entré från gården, trappa, hall, vardagsrum (med burspråk), matsal, jungfrurum (mot gatan) samt två sovrum, kök med serveringsrum (mot gården)
- Våning 2 trappor – tre dubbletter med dusch
- Våning 3 trappor (vinden) – tre dubbletter med dusch

### Nutida bilder

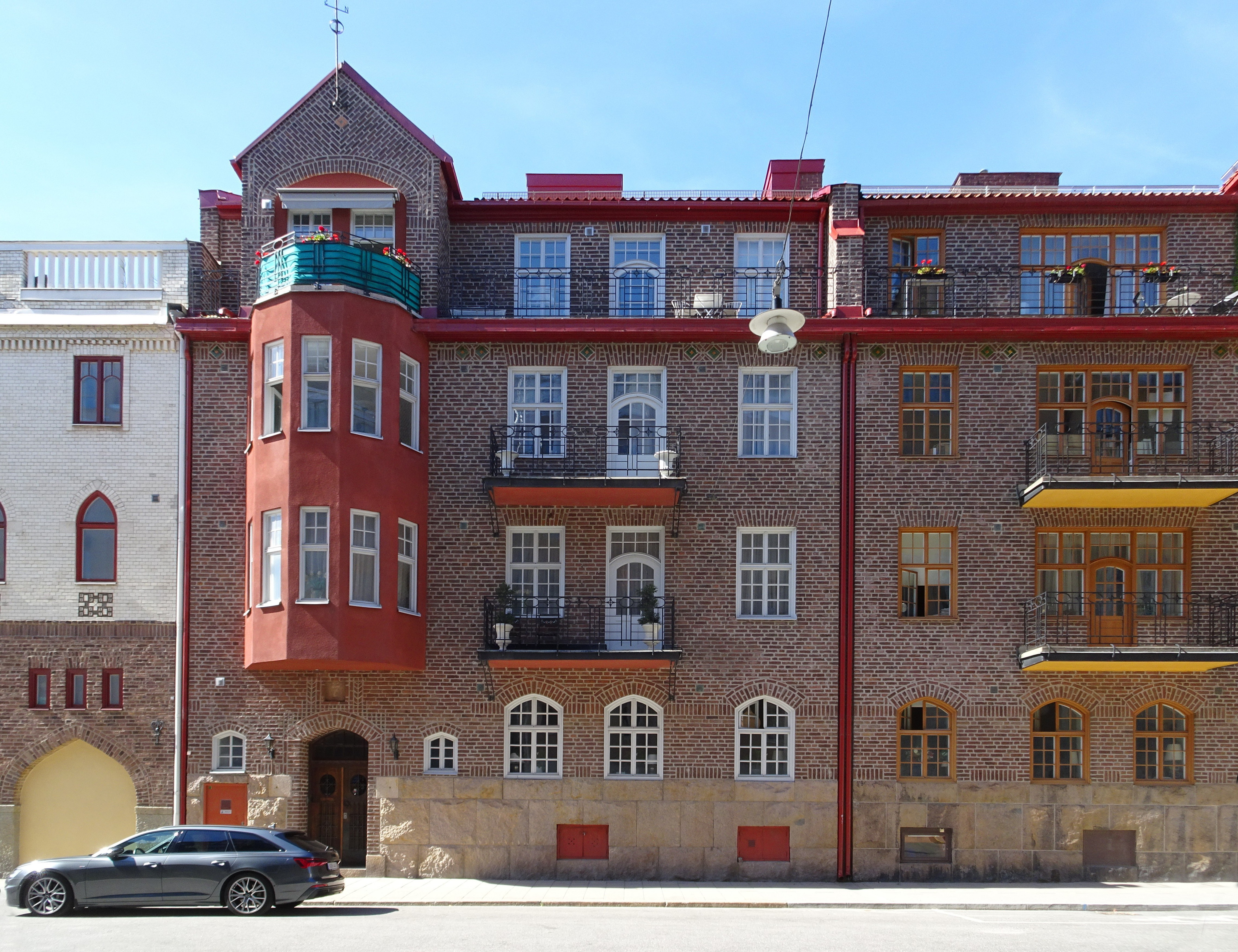
Piplärkan 12.
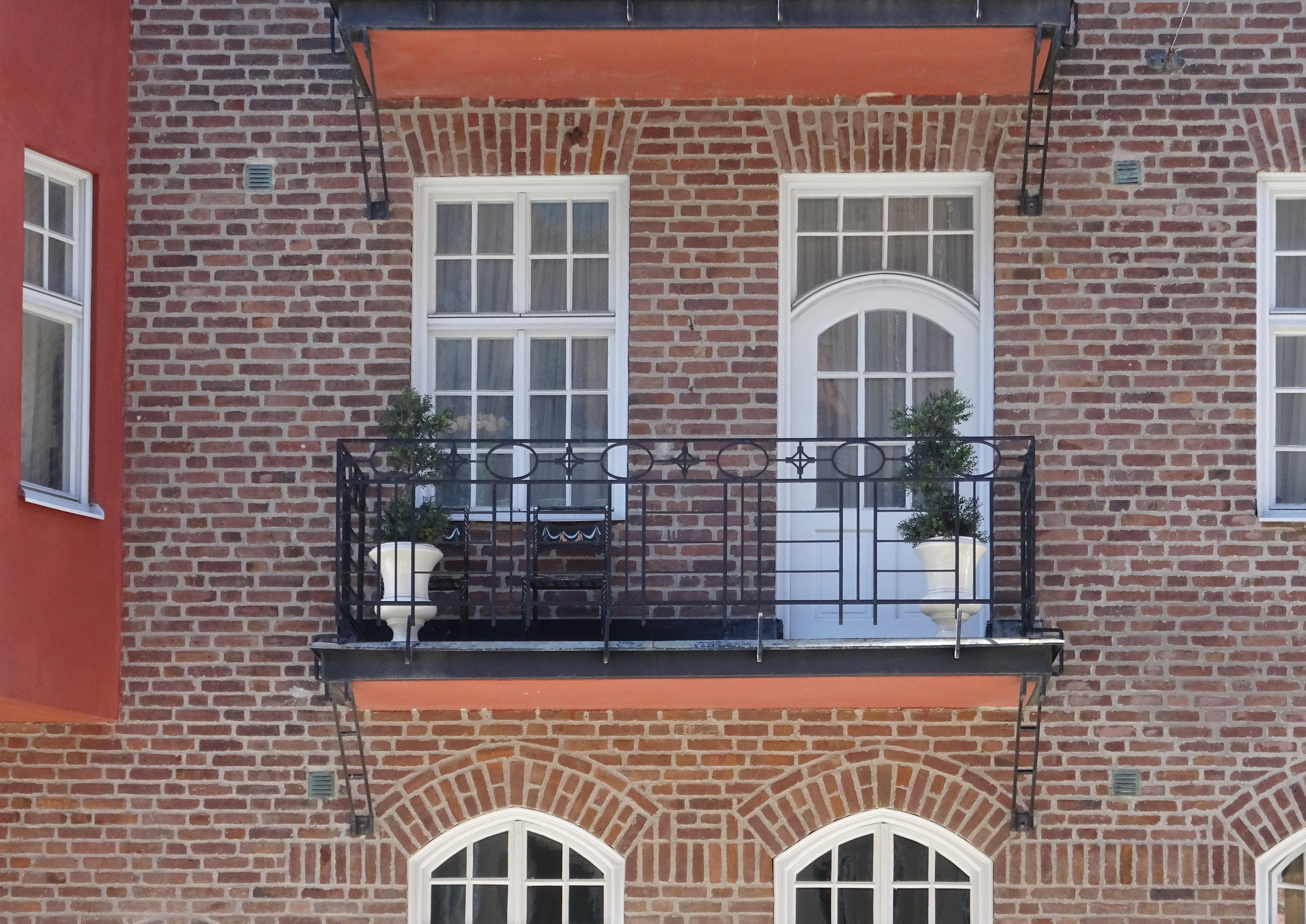
Piplärkan 12, balkonger.
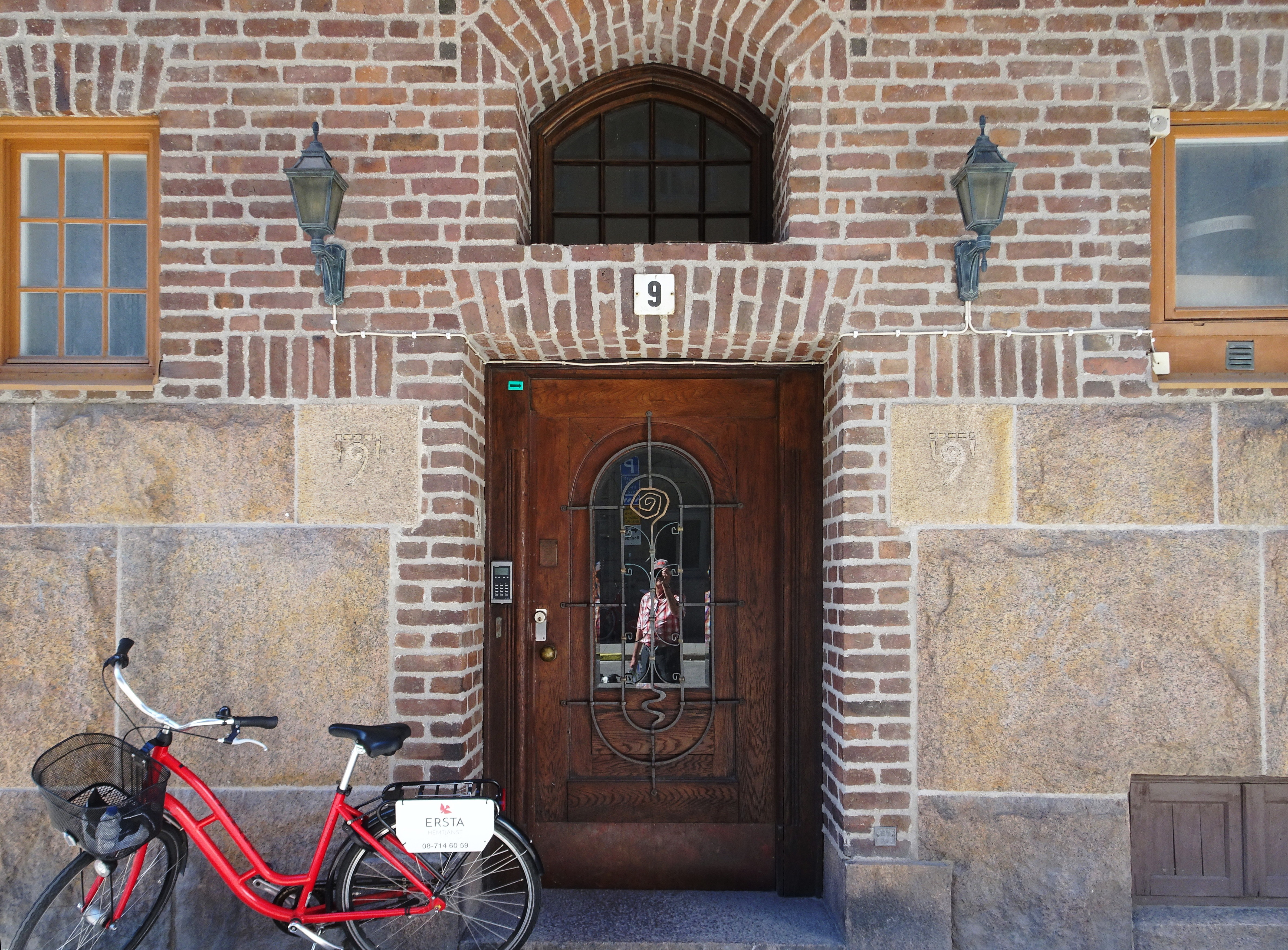
Piplärkan 11, entré Uggelviksgatan nr 9.
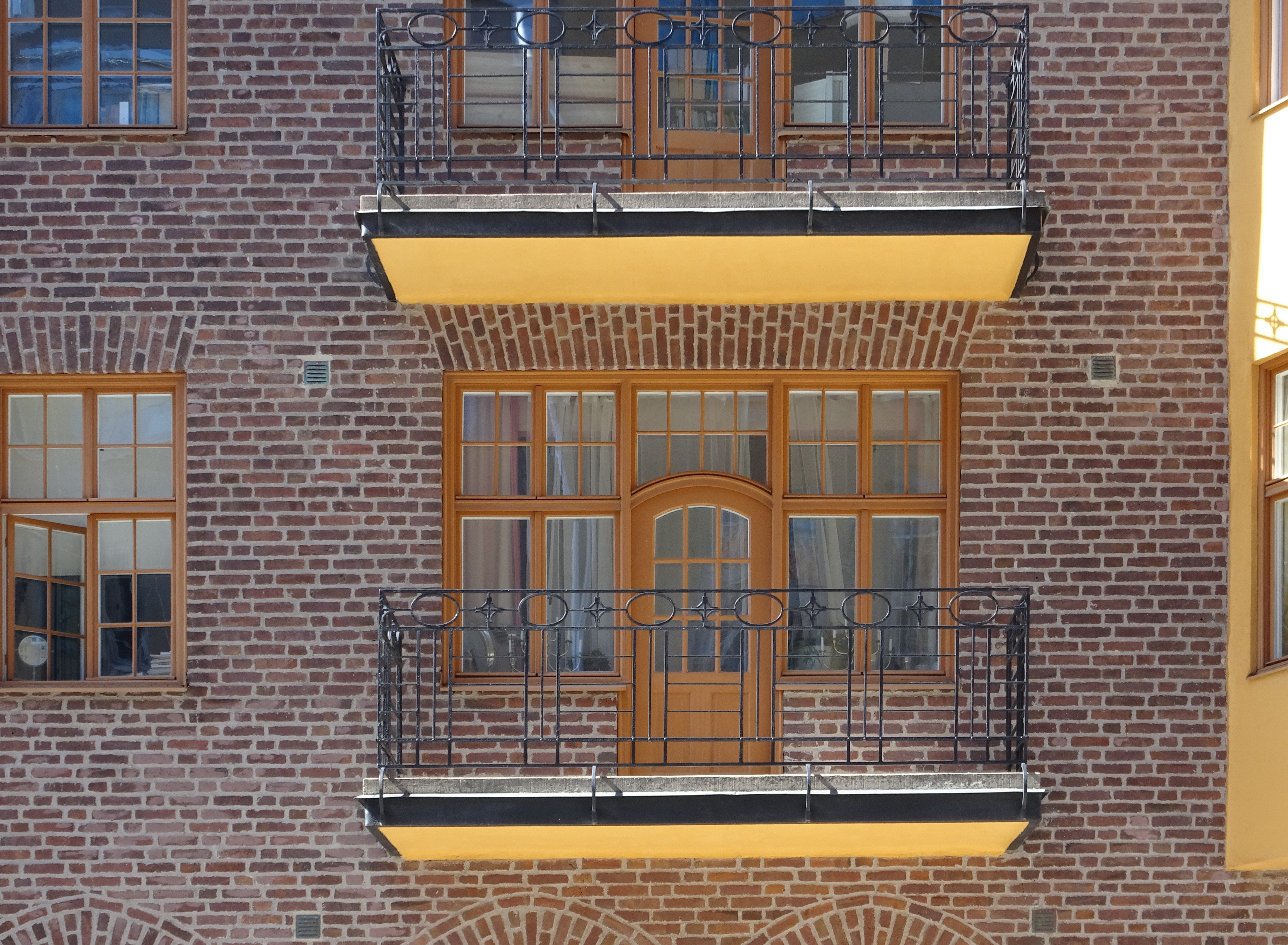
Piplärkan 11, balkonger.
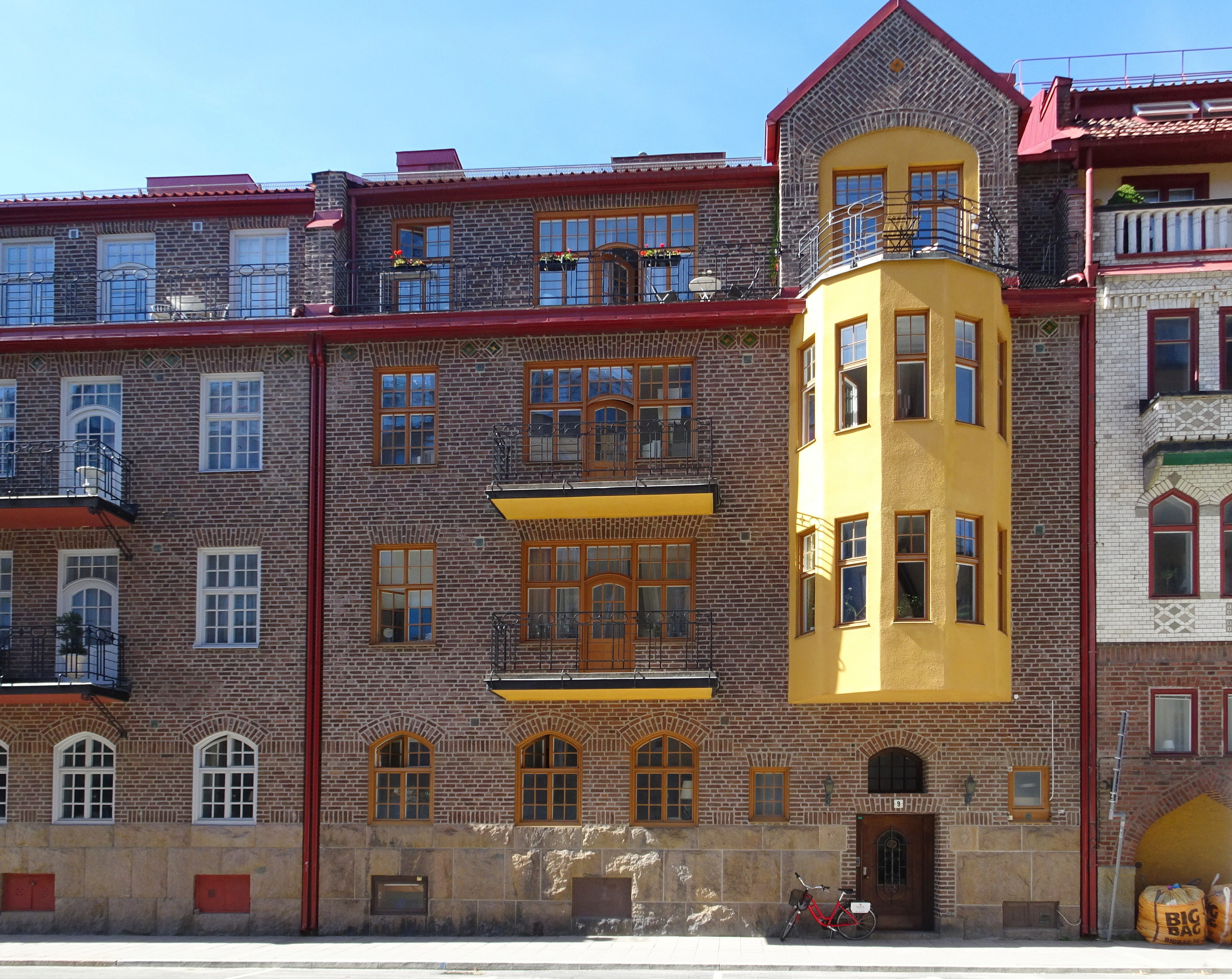
Piplärkan 11.

### Noter

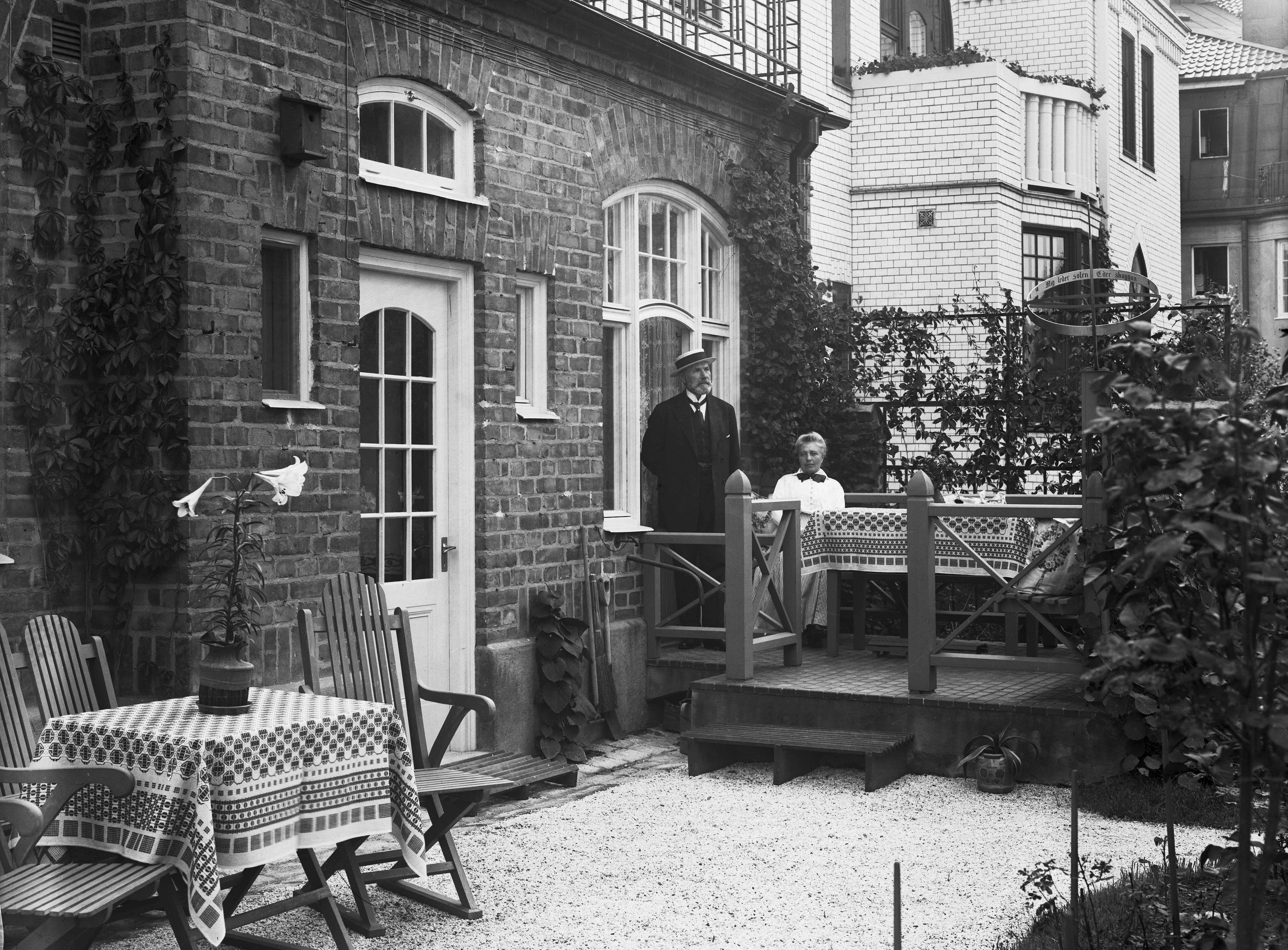
Piplärkan 12, gårdssidan omkring 1915. På fotot syns den nye ägaren Robert Schumburg med hustru Martha.